# Dipôle magnétique
 (septembre 2022).
Si vous disposez d'ouvrages ou d'articles de référence ou si vous connaissez des sites web de qualité traitant du thème abordé ici, merci de compléter l'article en donnant les références utiles à sa vérifiabilité et en les liant à la section « Notes et références ».

Dipôle magnétique de la Terre.

Un dipôle magnétique est l'équivalent pour le champ magnétique de ce qu'est un dipôle électrostatique pour le champ électrique. Il est entièrement caractérisé par le vecteur moment magnétique (ou moment dipolaire magnétique), l'équivalent pour le magnétisme de ce qu'est le moment dipolaire pour l'électrostatique.

## Boucle de courant
La représentation matérielle la plus simple d'un dipôle magnétique est une boucle de courant, c'est-à-dire un courant électrique circulaire. Le moment magnétique de ce dipôle élémentaire est le vecteur {\displaystyle {\vec {\mu }}=I\,{\vec {S}}}, où I est l'intensité du courant et {\displaystyle {\vec {S}}} le vecteur surface (vecteur de module égal à l'aire S du cercle, d'origine O au centre du cercle, dirigé suivant l'axe du cercle, et orienté en fonction du sens du courant selon la règle du tire-bouchon).
Au sens strict, un dipôle magnétique est la limite d'une boucle de courant quand on fait tendre I vers l'infini et S vers 0, tout en maintenant constant le vecteur {\displaystyle {\vec {\mu }}=I\,{\vec {S}}}.

## Parallélisme entre magnétisme et électrostatique

### Équations
Les dipôles électrostatiques et magnétiques obéissent à des lois similaires, mutatis mutandis. Dans ces lois :
- le moment magnétique {\displaystyle {\vec {\mu }}} joue le même rôle que le moment électrostatique {\displaystyle {\vec {p}}} ;
- l'induction magnétique {\displaystyle {\vec {B}}} joue le même rôle que le champ électrique {\displaystyle {\vec {E}}} ;
- la perméabilité magnétique du vide {\displaystyle \mu _{0}} joue le même rôle que l'inverse de la permittivité diélectrique du vide, {\displaystyle {\frac {1}{\varepsilon _{0}}}}.

| Loi                                               | Électrostatique | Magnétisme |
| ------------------------------------------------- | --- | --- |
| Énergie potentielle d'un dipôle dans un champ     | {\displaystyle E_{\mathrm {p} }=-{\vec {p}}\cdot {\vec {E}}} | {\displaystyle E_{\mathrm {p} }=-{\vec {\mu }}\cdot {\vec {B}}} |
| Couple exercé sur un dipôle par un champ          | {\displaystyle {\vec {\Gamma }}={\vec {p}}\wedge {\vec {E}}} | {\displaystyle {\vec {\Gamma }}={\vec {\mu }}\wedge {\vec {B}}} |
| Force exercée sur un dipôle par un champ          | Si {\displaystyle {\vec {\nabla }}\wedge {\vec {E}}={\vec {0}}} : {\displaystyle {\vec {F}}=-{\vec {\nabla }}E_{\mathrm {p} }={\vec {\nabla }}({\vec {p}}\cdot {\vec {E}})} Sinon : {\displaystyle {\vec {F}}=({\vec {p}}\cdot {\vec {\nabla }}){\vec {E}}} | {\displaystyle {\vec {F}}=-{\vec {\nabla }}E_{\mathrm {p} }={\vec {\nabla }}({\vec {\mu }}\cdot {\vec {B}})}                                                                                              |
| Champ créé par un dipôle                          | {\displaystyle {\vec {E}}=\left({\frac {1}{4\pi \varepsilon _{0}}}\right){\frac {3({\vec {p}}\cdot {\vec {u}}){\vec {u}}-{\vec {p}}}{r^{3}}}} | {\displaystyle {\vec {B}}=\left({\frac {\mu _{0}}{4\pi }}\right){\frac {3({\vec {\mu }}\cdot {\vec {u}}){\vec {u}}-{\vec {\mu }}}{r^{3}}}}                                                                |
| Énergie potentielle d'interaction de deux dipôles | {\displaystyle E_{\mathrm {p} }=-\left({\frac {1}{4\pi \varepsilon _{0}}}\right){\frac {3({\vec {p}}_{1}\cdot {\vec {u}})({\vec {p}}_{2}\cdot {\vec {u}})-{\vec {p}}_{1}\cdot {\vec {p}}_{2}}{r^{3}}}}                                                      | {\displaystyle E_{\mathrm {p} }=-\left({\frac {\mu _{0}}{4\pi }}\right){\frac {3({\vec {\mu }}_{1}\cdot {\vec {u}})({\vec {\mu }}_{2}\cdot {\vec {u}})-{\vec {\mu }}_{1}\cdot {\vec {\mu }}_{2}}{r^{3}}}} |

Dans les équations ci-dessus :
- {\displaystyle {\vec {u}}} représente le vecteur unitaire dirigé de la position O du dipôle vers celle M du point courant (cas du champ créé par un dipôle), ou bien de la position O1 du premier dipôle vers celle O2 du second (cas de l'interaction dipôle-dipôle) ;
- r est la distance OM, ou bien O1O2.